# Festligheterna vid Lützen den 6 november 1907
Festligheterna vid Lützen den 6 november 1907 je švédský němý film z roku 1907. Film měl premiéru 9. listopadu 1907 v Brunkebergsteaternu ve Stockholmu. Film je zachován v archivu Švédské televize.

## Děj
Film zachycuje zasvěcení kaple v německém Lützenu, která byla památníkem třicetileté války.